# Rollandia
Rollandia är ett släkte med fåglar i familjen doppingar inom ordningen doppingfåglar med två arter som båda förekommer i Sydamerika:
- Vittofsad dopping (R. rolland)
- Titicacadopping (R. microptera)